# دون زيمرمان (لاعب كرة قدم أمريكية)
دون زيمرمان (بالإنجليزية: Don Zimmerman)‏ هو لاعب كرة قدم أمريكية أمريكي، ولد في 22 نوفمبر 1949 في مونرو في الولايات المتحدة.

## وصلات خارجية
- دون زيمرمان على موقع مرجع كرة القدم المحترفة.كوم (الإنجليزية)